# Torre del Carmen

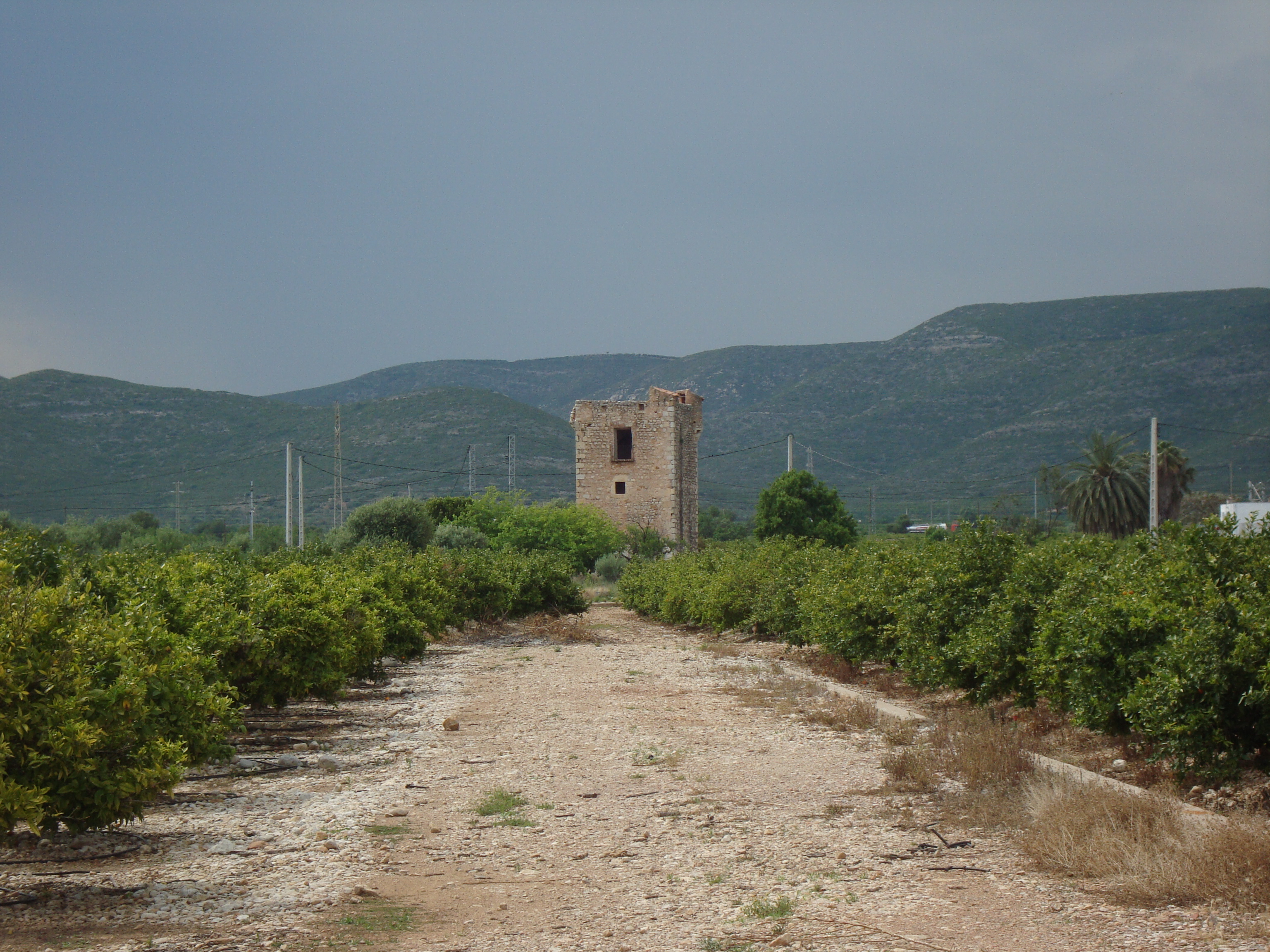
Torre Mañez

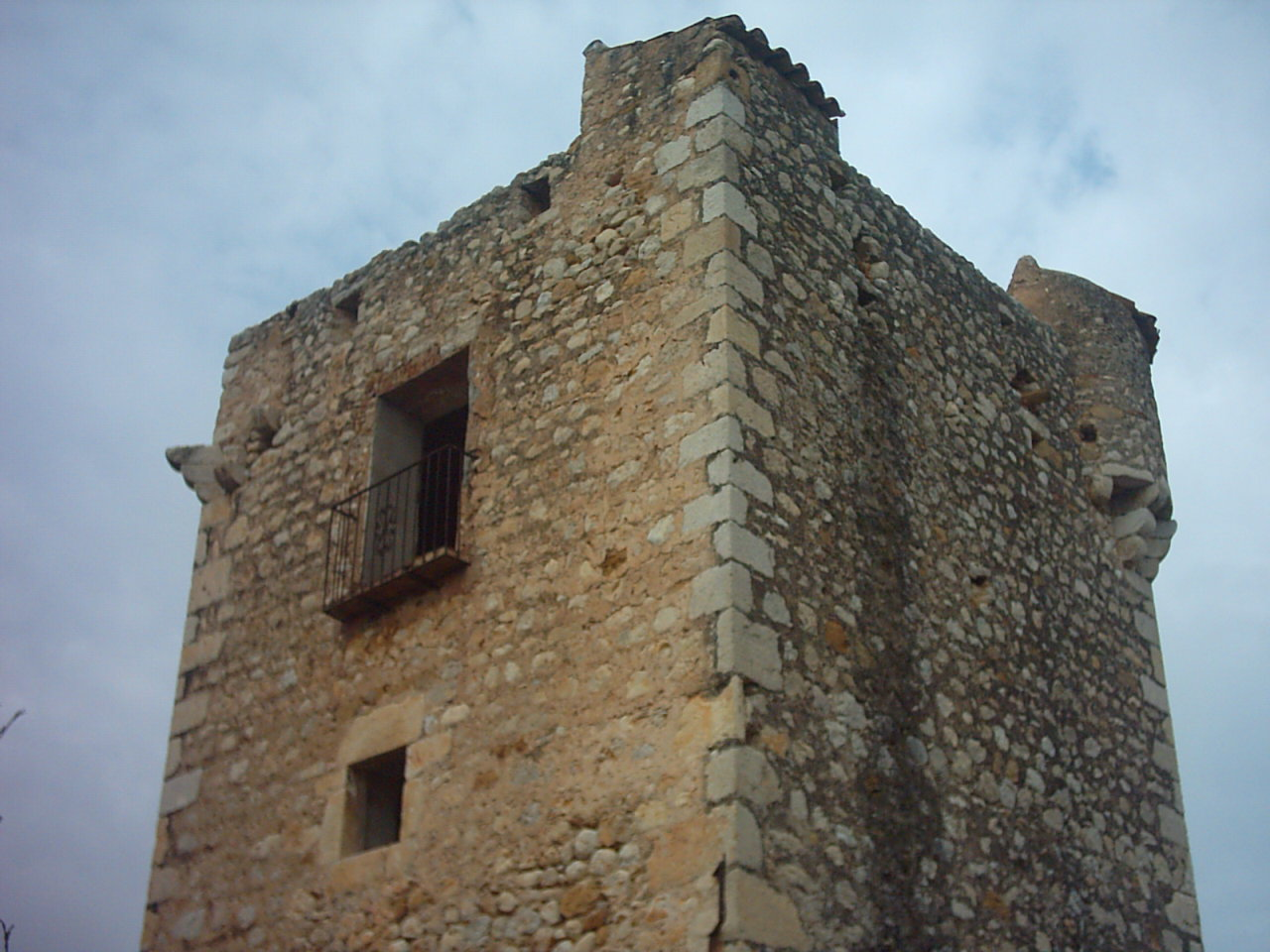
Torre del Carmen o de Mañez

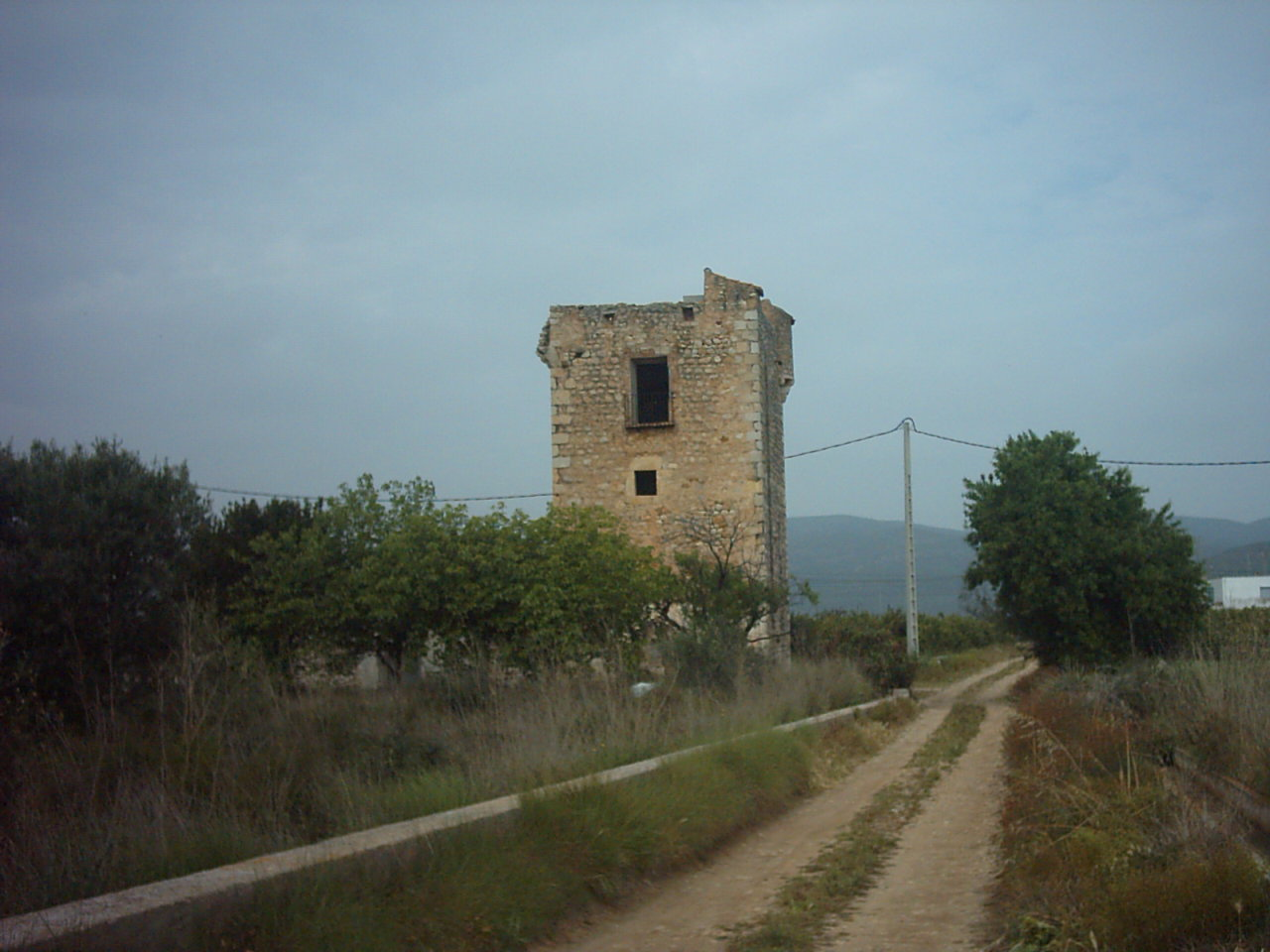
Torre de Mañez

La torre Máñez es una torre vigía que se encuentra en la Ribera de Cabanes, en el término municipal de Cabanes, en la comarca de la Plana Alta de la provincia de Castellón.
Está datada entre los siglos XV y XVI, y como toda torre defensiva, está catalogada, por declaración genérica, como Bien de Interés Cultural; y así consta en la Dirección General de patrimonio Artístico de la Generalidad Valenciana. Presenta anotación ministerial número R-I-51-0010756, y fecha de anotación 24 de abril de 2002.

## Descripción histórico-artística
En el siglo XV, se produce un despoblamiento de parte de la zona del litoral de levante, pero pese a ello, seguían manteniéndose las zonas de cultivo, que en ocasiones se sentían a merced de los piratas, en muchas ocasiones, berberiscos, que realizan frecuentes incursiones a la costa. Es por ello por lo que se procedió a la fortificación de muchas de las masía existentes en las zonas agrícolas, tanto costeras, como de zonas del interior de escasa población y defensa. Esta puede ser, según opinión de muchos autores, el origen de estas torres que se encuentran en la zona de la Ribera de Cabanes.
La Torre de Máñez, se denomina también así por ser esta familia la última propietaria de la misma. Como ocurre con la Torre Carmelet, tiene un edificio anexo, que se utiliza como almacén para usos agrícolas.
Como prácticamente el resto de las torres de la Ribera de Cabanes, presenta una garita redonda en una de sus esquinas, pudiéndose apreciar en esta torre, restos de otra garita en la esquina opuesta, la sur, que se encuentra muy destruida, al igual que ocurre con el interior de la torre. Presenta planta cuadrada y tres alturas.
El acceso actualmente se hace a través de la construcción anexa. A la vista hay dos pequeñas ventanas, así como un balcón en la fachada sudeste, mientras que la fachada nordeste presenta otras dos ventanas. El material empleado en su construcción es sencillo y el sistema mampostería, que se refuerza en las esquinas, en las que se emplea sillares. Pese a su buen estado de conservación de los muros exteriores, se pueden apreciar elementos que no le son propios en la apertura del balcón.